# Trachysphaera cultrifera
Trachysphaera cultrifera är en mångfotingart som först beskrevs av Karl Wilhelm Verhoeff 1906.  Trachysphaera cultrifera ingår i släktet Trachysphaera och familjen Doderiidae. Inga underarter finns listade i Catalogue of Life.